# Алжир на Зимским олимпијским играма 1992.
Алжир је дебитовао на Зимским олимпијаским играма, 1992. у Албервилу. Делегацију Алжира представљало је четворо спортиста (три мушкарца и једна жена) који су се такмичили у алпском скијању.
На свечаној церемонији отварања Олимпијских игара 1992. заставу Алжира носила је алпска скијашица Nacera Boukamoum.
Алжирски олимпијски тим је остао у групи екипа које нису освајале медаље на Зимским олимпијским играма.

## Учесници по дисциплинама
| Спорт          | Мушкарци | Жене | Укупно |
| -------------- | -------- | ---- | ------ |
| Алпско скијање | 3        | 1    | 4      |
| Укупно(1)      | 3        | 1    | 4      |

## Алпско скијање

### Мушкарци
| Дисциплина    | Такмичар        | Резултати    | Резултати    | Резултати    | Резултати    | Резултати     | Детаљи |
| Дисциплина    | Такмичар        | 1. вожња     | 2. вожња     | Укупно       | Заостатак    | Пласман       | Детаљи |
| ------------- | --------------- | ------------ | ------------ | ------------ | ------------ | ------------- | ------ |
| Allaoua Latef | Слалом          | Није завршио | Није завршио | Није завршио | Није завршио | Није завршио  |        |
| Mourad Guerri | Слалом          | Није завршио | Није завршио | Није завршио | Није завршио | Није завршио  |        |
| Mourad Guerri | Супервелеслалом |              |              | 1:32,76      | + 19,72      | 83 / 93 (118) |        |
| Mourad Guerri | Велеслалом      | 1:28,34 (97) | 1:51,99 (89) | 3:20,33      | +1:13,35     | 84 / 91 (131) |        |
| Kamel Guerri  | Супервелеслалом |              |              | 1:38,94      | + 25,95      | 90 / 93 (118) |        |
| Kamel Guerri  | Велеслалом      | 1:28,85 (99) | 1:34,92 (81) | 3:03,77      | +56,79       | 80 / 91 (131) |        |

### Жене
| Дисциплина       | Такмичар        | Резултати    | Резултати    | Резултати | Резултати | Резултати           | Детаљи |
| Дисциплина       | Такмичар        | 1. вожња     | 2. вожња     | Укупно    | Заостатак | Плас./учес. (укуп.) | Детаљи |
| ---------------- | --------------- | ------------ | ------------ | --------- | --------- | ------------------- | ------ |
| Nacera Boukamoum | Велеслалом      | 1:32.66 (53) | 1:31,80 (41) | 3:04,46   | +51,32    | 42 / 60 (86)        |        |
| Nacera Boukamoum | Супервелеслалом |              |              | 1:56,07   | +34,85    | 48 / 48 (59)        |        |